# Зайцев, Александр Андреевич
Александр Андреевич Зайцев (12 декабря 1911, Москва — 25 декабря 1965, Москва) — подполковник Советской Армии, участник Гражданской войны в Испании, боёв на Халхин-Голе, советско-финской и Великой Отечественной войн, Герой Советского Союза (1939).

## Биография
Александр Зайцев родился 12 декабря 1911 года в Москве. В 1929 году окончил школу фабрично-заводского ученичества, после чего работал помощником мастера ткацкого цеха Трёхгорной мануфактуры, затем инструктором-механиком в зерносовхозе в Оренбургской области, слесарем на машиностроительном заводе в Москве. В апреле 1933 года Зайцев был призван на службу в Рабоче-крестьянскую Красную Армию. В 1934 году окончил Ейскую военно-морскую авиационную школу. Участвовал в Гражданской войне в Испании, сбил 5 франкистских самолётов лично и ещё 3 — в группе.
Когда начались боевые действия на реке Халхин-Гол в Монголии, Зайцев был направлен туда в составе группы лётчиков под командованием Якова Смушкевича, принял командование 70-м истребительным авиаполком 1-й армейской группы. Воевал с 11 мая по 16 сентября 1939 года, совершил 118 боевых вылетов, принял участие в 29 воздушных боях, в которых лично сбил 6 японских самолётов. Лётчики его полка в совокупности сбили 25 вражеских самолётов.
Указом Президиума Верховного Совета СССР от 17 ноября 1939 года за «умелое командование эскадрильями полка и личный героизм в боях» капитан Александр Зайцев был удостоен высокого звания Героя Советского Союза с вручением ордена Ленина и медали «Золотая Звезда».
Участвовал в советско-финской войне. В январе 1942 года окончил Военную академию командного и штурманского состава ВВС, после чего полгода служил лётчиком-испытателем ГК НИ ВВС, испытывал истребители «ЛаГГ-3», «Як-1», «Як-9». С августа 1942 года — на фронтах Великой Отечественной войны. С 25 февраля 1944 года до окончания войны командовал 431-м истребительным авиационным полком. Участвовал в боях на Северо-Западном, Волховском и Брянском фронтах. Будучи командиром полка выполнил 76 боевых вылетов и сбил 1 вражеский самолёт.
В 1952 году в звании подполковника Зайцев вышел в отставку по болезни. Проживал в Москве. Скончался 25 декабря 1965 года, похоронен на Ваганьковском кладбище (13 уч.).

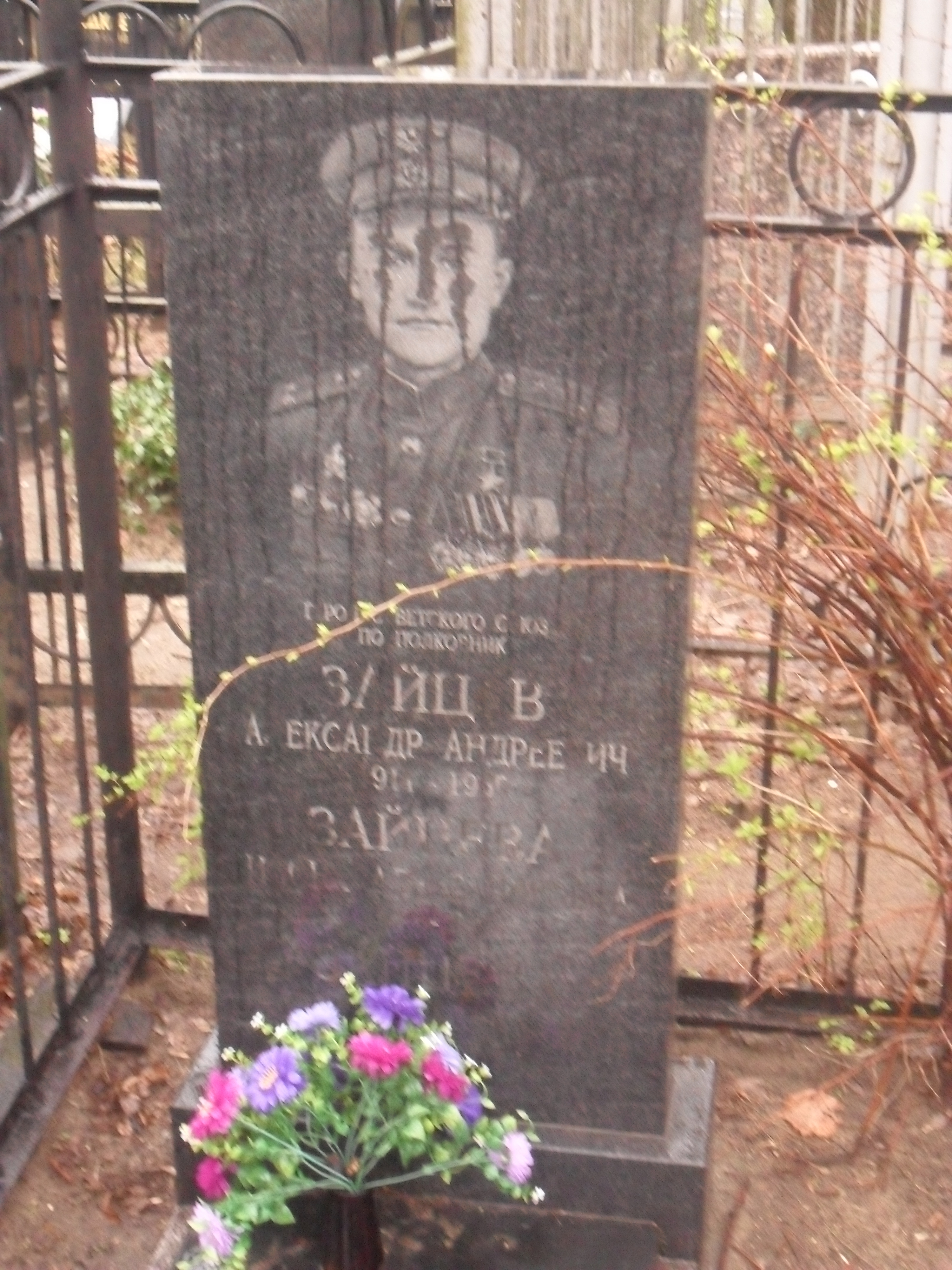
Могила Зайцева на Ваганьковском кладбище.

Был также награждён двумя орденами Красного Знамени, орденами Суворова 3-й степени, Александра Невского, тремя орденами Красной Звезды, рядом медалей.